# メランティオス
メランティオス（古希: Μελάνθιος、古代ギリシア語ラテン翻字: Melánthios、英: Melanthius）は、ギリシア神話の人物である。ドリオスの子で、メラントーと兄弟。イタケーの王オデュッセウスに仕える山羊飼いだが忠誠心がなく、口の悪い乱暴者だった。オデュッセウスの妻ペーネロペーの求婚者の1人エウリュマコスに気に入られていた。
メランティオスは山羊を求婚者たちのためにオデュッセウスの館に連れて行くとき、豚飼いのエウマイオスが乞食に変装したオデュッセウスとともに歩いているところに出会い、2人を罵り、オデュッセウスを蹴った。そしてオデュッセウスが館にやって来て物乞いを始めると、彼を連れて来たのはエウマイオスだと告げ口した。アポローンの祭の日の朝もオデュッセウスを見つけて罵った。
オデュッセウスが求婚者を誅殺したときには、メランティオスは求婚者たちのために武器庫から武具を運んで助けた。しかし再び武器庫に向かったとき、エウマイオスと牛飼いのピロイティオスによって捕らえられ、求婚者と女中たちが殺されたあとで、メランティオスも鼻と耳、手足を切り落とされて殺された。